# 月田站
月田站（日语：／ Tsukida eki */?）是位於岡山縣真庭市月田7445番2號，西日本旅客鐵道（JR西日本）的姬新線車站。

## 歷史
- 1930年（昭和5年）12月11日 - 作備線 中國勝山至岩山之間開業，此站啟用。
  - 當時車站地址為岡山縣真庭郡勝山町（日语：勝山町 (岡山県)）月田。
- 1936年（昭和11年）10月10日 - 作備線成為姬新線一部分，此站成為姬新線車站。
- 1949年（昭和24年）4月1日 - 隨著勝山町（第二次）和月田村（日语：月田村）（第二次）成立，車站地址變為岡山縣真庭郡月田村月田。
- 1955年（昭和30年）4月1日 - 隨著勝山町（第三次）成立，車站地址變為岡山縣真庭郡勝山町月田。
- 1987年（昭和62年）4月1日 - 伴隨國鐵分割民營化，車站由西日本旅客鐵道（JR西日本）營運。
- 2005年（平成17年）3月31日 - 隨著真庭市成立，車站地址變為岡山縣真庭市月田。
- 2011年（平成23年）6月1日 - 成為無人車站。

## 車站構造

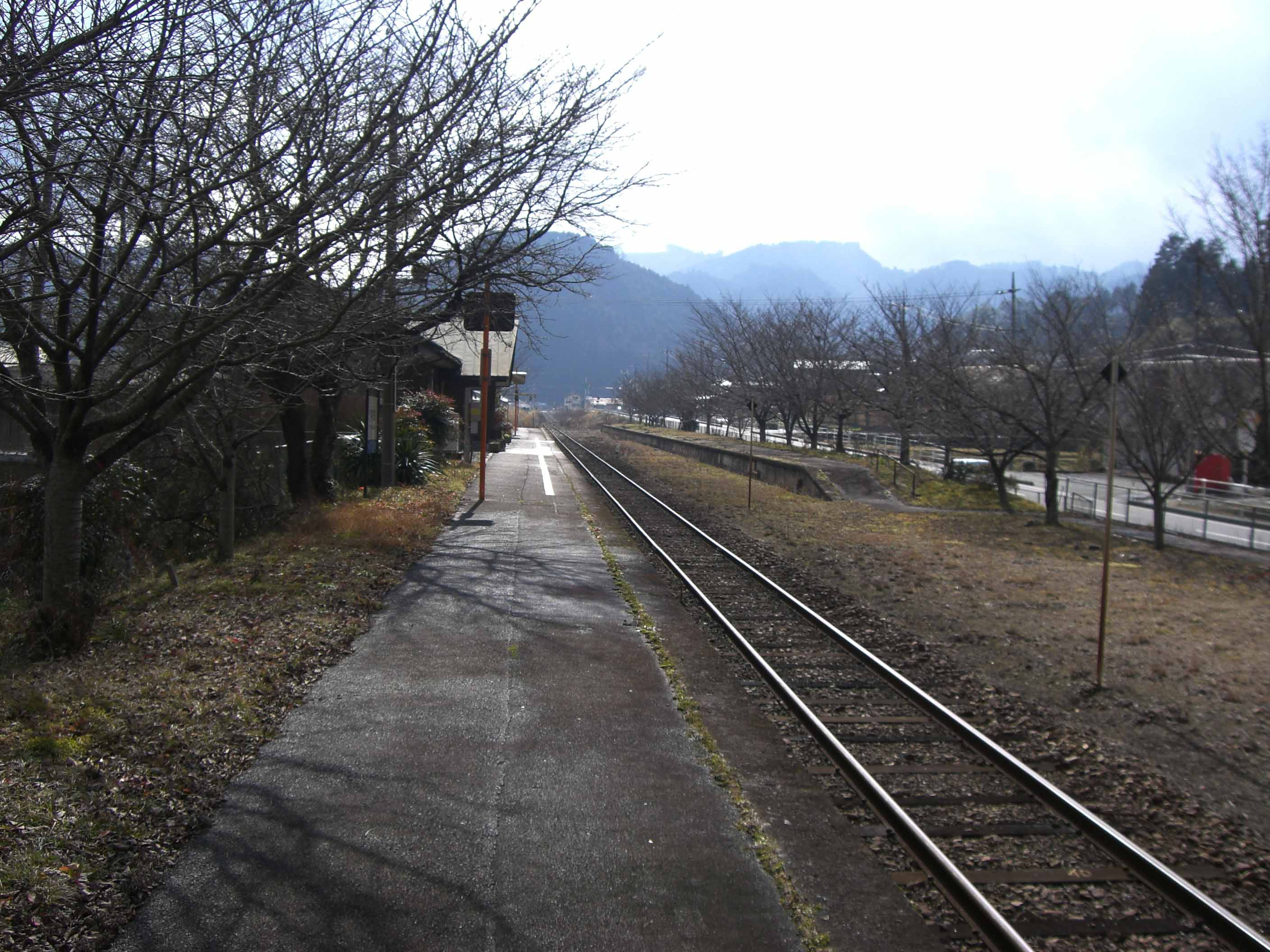
站內（2008年1月3日）

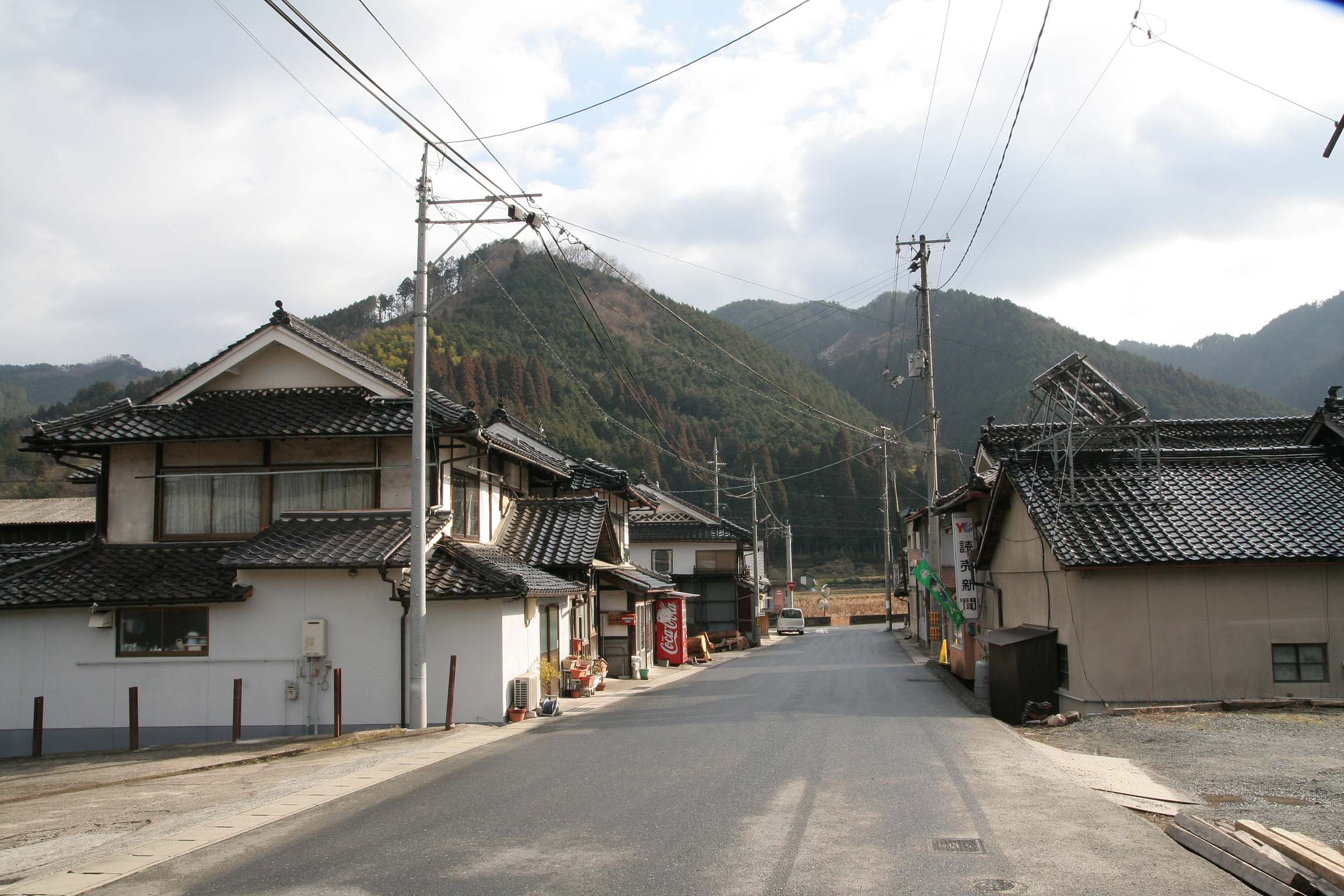
車站周邊（2008年1月3日）

車站是一座地面車站，設有1面1線的單式月台，新見方向的列車會開啟左邊車門。新見方向和津山方向的列車使用同一月台。曾經此站設有2面2線的相對式月台，來自大阪站的急行「美作」以此為終點站，現時對面的路軌已經撤走。
此站是由新見站管理的無人車站。車站大樓是一座木屋風格的建築物。此站曾經設有售票櫃臺，使用流動售票機發售車票，為一座簡易委託車站，在2011年5月31日結束委託業務。

## 使用狀況
以下為近年1日平均乘車人次列表。
| 年度 | 1日平均 乘車人次 |
| ---- | ---------------- |
| 1999 | 114              |
| 2000 | 109              |
| 2001 | 98               |
| 2002 | 95               |
| 2003 | 149              |
| 2004 | 106              |
| 2005 | 106              |
| 2006 | 101              |
| 2007 | 97               |
| 2008 | 94               |
| 2009 | 95               |
| 2010 | 91               |
| 2011 | 88               |
| 2012 | 85               |
| 2013 | 85               |
| 2014 | 78               |
| 2015 | 70               |
| 2016 | 63               |
| 2017 | 64               |
| 2018 | 61               |

## 車站周邊
- 月田郵局
- 春日神社
- 月田川
- 岡山縣道32號新見勝山線（日语：岡山県道32号新見勝山線）
- 岡山縣道390号古見月田停車場線（日语：岡山県道390号古見月田停車場線）

## 相鄰車站
西日本旅客鐵道（JR西日本）
 姬新線
■快速
中國勝山－月田－刑部
■普通
中國勝山－月田－富原

## 注腳
1. ↑  .   [2019-03-05]. （原始内容存档于2020-12-10） （日语）.
2. ↑  岡山縣統計年報 （页面存档备份，存于）（日語）

## 外部連結
- 月田｜車站資訊：JR出門網 - 西日本旅客鐵道（日語）
- 月田站（At Town WEB雜誌） （页面存档备份，存于）（日語）